# 코로나19 범유행이 장애인에게 끼친 영향
코로나19 범유행 과정 속에서 장애를 지니고 있는 사람의 경우, 코로나19 그 자체의 위험성에 크게 노출되었을 뿐만 아니라 사망률 역시 비장애인보다 높은 것으로 드러났다. 이는 특히 지적장애나 발달장애를 지닌 사람, 요양시설에서 머물던 사람, 장애를 가진 여성일수록 심했다. 코로나19 전파 과정에서 장애인이 겪는 외로움과 고립감 등의 정신건강 문제를 겪을 위험성도 더 컸다. 여기에 범유행으로 인한 실업 문제를 겪거나, 겪지 않았더라도 근무 여건을 바꿔야 하는 경우가 많았다. 장애 아동층 역시 교육환경이 파탄나는 상황을 겪어야 했으며, 이를 원격수업으로 대체하였다 하더라도 장애 아동으로 하여금 물리·작업치료와 보조기술 활용의 중단 등 적잖은 어려움을 안기고 있다.

## 감염 위험
세계보건기구는 장애를 지닌 사람은 코로나19의 감염 위험성이 더 클 것이라고 분석하였다. 일상 속에서 보조를 받아야 하는 장애인의 입장에서는 사회적 거리두기 같은 예방대책을 곧잘 따르기가 쉽지 않다. 여기에 장애인은 코로나19 유행에 관한 정보를 습득하는 과정에도 어려움이 있으며, 장애와 더불어 기존 질환에 따른 위험성이 더 클 뿐만 아니라, 코로나19 범유행에 따라 필수적인 돌봄마저 끊기는 상황에 놓일 수도 있다. 또한 바이러스 전파력이 강한 것으로 알려진 양로원이나 기타 요양원 등의 시설에서 장애인이 속한 비중이 크며, 마찬가지로 바이러스 전파에 취약한 교정시설이나 기타 구금시설에서 지적·발달장애인이 속한 비중이 큰 것으로 알려져 있다.
전세계적으로 코로나19 관련 사망자의 19%, 많게는 72% 정도가 장애인이 다수 포진된 복지시설에서 발생한 것으로 추산된다. 유엔의 추산에 따르면 전세계 60세 이상 인구 중에서 장애인의 비중은 46%에 달하며, 전세계 장애인 인구 중 80%가 보건환경이 더욱 취약한 개발도상국 국가에 거주하는 것으로 알려져 있다.
의료자원 부족과 보건체계 마비 사태가 세계 각국에서 빚어지자 세계보건기구, 유엔, 유니세프 등의 국제기구는 장애인층이 코로나19 관련 질환의 치료를 받기가 어려워진 점에 대해 우려를 표했다. 미국에서는 여러 장애인 인권단체에서 대유행 기간 동안 이뤄진 의료지원 배급제도에 대해 장애인 차별이라는 비판의 목소리를 높인 바 있다. 이는 미국장애인법 (ADA)과 부담적정보험법 (ACA)에 규정된 바에 따라 미국 내 대다수 의료사업자들이 장애를 의료지원 배급제도의 근거로 작용할 수 없도록 해놓았기 때문이다. 이러한 우려에 따라 미국 시민권리국은 3월 말 의료배급 수단이 장애인층과 기타 보호계층을 차별하여서는 안 된다는 내용의 공고를 발표하기도 하였다.
영국에서는 2020년 3월부터 5월까지 집계된 영국 국가통계청 자료에 의하면 영국 내 전체 코로나19 관련 사망자수 중에서 3분의 2 가량이 장애인인 것으로 드러났다. 그 중 장애를 지닌 여성은 코로나19로 인한 합병증으로 사망한 경우가 일반 여성보다 11배나 더 많았다. 남성의 경우에는 일반남성에 비해 6.5배에 달하는 것으로 집계되었다. 지적장애, 발달장애를 지닌 사람의 경우 코로나19에 감염되어 사망할 위험성이 특히 컸다. 미국에서 집계된 통계에 따르면 지적장애를 가진 사람은 코로나19에 감염된 사례가 4배, 코로나19로 사망한 사례가 2배 더 많았다.

## 여파

### 사회적 여파
전염병 유행 사태에서 장애인이 사회적, 심리적 문제에 더 취약할 것이라는 분석은 코로나19 이전의 연구에서도 드러나고 있었다. 장애인은 외로움과 고립감을 겪을 가능성이 더 높으며 이는 또다른 건강악화로 이어질 수 있다. 장애인 여성과 장애인을 보조하는 여성은 전염병 유행 과정에서 가정학대나 성폭력에 노출될 위험성이 더 커진다. 여기에 생식건강을 보장받지 못할 수도 있으며 전염병 유행으로 인한 사회경제적 불이익을 겪을 가능성이 더 클 수도 있다.
장애를 가진 아동의 경우 전염병 유행으로 인한 정신적 고통의 위험성이 더 높으며 코로나19 사태 기간 동안 가정폭력을 경험할 위험성도 더욱 커진다. 지적장애와 발달장애를 지닌 아동, 그중에서도 자폐증을 앓고 있는 아동의 경우에는 범유행으로 인한 불안, 스트레스, 기타 질환에 더 많이 시달릴 수 있으며, 등교제한 등 일상생활의 변화에 특히 민감할 수 있다. 장애 아동은 코로나19 감염 위험성이 높고 그로 인한 심각한 합병증을 일으킬 가능성도 높다. 타인과 교류하거나, 감각장애로 인해 마스크를 쓰지 못하는 등 사회적 거리두기를 충분히 실천하지 못할 수도 있다. 이는 장애아동은 물론 그 가족까지 더 큰 사회적 고립으로 이어질 수가 있다.
코로나19 범유행이 장애인에게 꼭 부정적 영향만 끼친 것은 아닌데, 사회적 거리두기로 인해 온라인 모임의 비중이 대폭 증가하면서 장애인들도 이전에는 참여하기 어려웠던 사회적 활동에 쉽게 나설 수 있게 되었기 때문이다. 예컨대 신체장애를 지닌 사람의 경우 행사가 온라인으로만 진행된다면, 휠체어 등의 보조수단으로 갈 수가 있는지를 애써 고민할 필요가 없게 되는 것이다. 그러나 오프라인 활동의 경우 코로나19의 방역조치 과정에서 장애인을 배려하지 않아 어려움을 겪는 사례도 제기되고 있는데, 이를테면 시각장애를 갖고 있는 사람의 경우 승강기 버튼에 향균 필터를 덧씌워 점자를 읽지 못하게 되거나, 각종 시설 출입시 필요한 QR코드 인증 내지는 개인정보 수기작성 과정에서 큰 불편을 겪게 된 것이다.

### 고용 여파
대한민국은 장애인고용법 조항에 따라 공공기관과 50인 이상 민간사업체에 장애인 의무고용률을 최소 3.1%로 규정하고 있다. 그러나 2020년 11월 기준 고용사업체의 장애인 고용률은 2.96%에 불과하였고, 장애인 경제활동인구 역시 약 5만 5000여명이 줄어 지난해 경활률보다 3.9% 감소한 것으로 추산되면서, 코로나19로 인한 장애인 실업문제가 수면위로 부상하고 있다.
미국 평등고용기회위원회는 각 고용주가 코로나19로 인한 상황을 감안하면서 미국장애인법에서 설정된 지침을 따라야 한다는 견해를 밝혔다. 이는 고용주 측이 코로나 감염방지를 위해 근로자에게서 얻은 모든 건강정보의 비밀을 보장해야 한다는 뜻이다. 또 65세 이상 근로자나 기존질환을 앓고 있는 근로자와 같이 코로나19 감염의 취약 계층에 속한 근로자가 요구하는 근무 배려를 고려할 뿐만 아니라, 장애를 지닌 근로자에 대한 합리적 배려를 지속 제공하여야 한다. 여기에 고용주는 대유행으로 인한 근무환경 변화에 근거하여 재택근무 도입 등 장애인 근로자를 위한 합리적 배려를 재조정해야 할 수도 있다.

유엔은 코로나19 유행으로 인한 장애인의 실업 가능성이 더 커졌다고 보고, 회복기에 접어들어서도 다시 직장으로 복귀하는 데 어려움을 겪을 수 있다고 보았다. 코로나19 바이러스에 감염되었다 만성피로 등의 장기적 후유증을 겪는 사람의 경우에도 취업난 문제를 겪을 수 있다고 밝혔다.

## 같이 보기
- 코로나19 범유행의 영향